# Karaoke Iko!
Karaoke Iko! (japonês: カラオケ行こ!; lit.  "Vamos ao karaokê!", conhecido em inglês como Let's Go Karaoke!) é uma série de mangá escrita e ilustrada por Yama Wayama. A série acompanha um tenente da yakuza que busca instruções de karaokê com o líder do coral de uma escola. Foi publicado originalmente como um doujinshi (mangá autopublicado) em 2019 antes de ser publicado como livro pela Kadokawa Future Publishing em 2020. Uma sequência, Fami-res Iko (ファミレス行こ。; lit.  "Vamos a um restaurante famíliar"), é serializada pela Comic Beam desde dezembro de 2020. Uma adaptação cinematográfica live-action estreou no Japão em janeiro de 2024. Uma adaptação em série de televisão de anime produzida pelo Doga Kobo estreou em julho de 2025.

## Sinopse
Satomi Oka, um aluno do terceiro ano e líder de um coral de uma escola de ensino médio, está se preparando para sua última apresentação antes da formatura. Depois de vê-lo se apresentar, o tenente da yakuza Kyouji Narita pede a Satomi que o ensine a cantar antes de uma competição anual de karaokê promovida por seu chefe.

## Personagens
Satomi Oka (岡 聡実, Oka Satomi)
Voz de: Shun Horie
Interpretado por: Jun Saitō
Kyouji Narita (成田 狂児, Narita Kyouji)
Voz de: Daisuke Ono
Interpretado por: Go Ayano
Wada (和田)
Voz de: Shinnosuke Tokudome

## Desenvolvimento e lançamento
A criadora da série, Yama Wayama, inicialmente contatou a revista Morning para escrever uma série de mangá sobre a yakuza, mas os editores da revista recusaram a proposta. Tendo escrito anteriormente doujinshi (mangás autopublicados), Wayama optou por publicar a história neste formato. Originalmente, ela concebeu a história como uma em que um yakuza se torna professor, mas decidiu fazer uma história sobre um "bromance" entre dois personagens com uma diferença de idade significativa, chegando, por fim, ao conceito final da história.
O doujinshi foi originalmente vendido na 129.ª edição da convenção COMITIA em 25 de agosto de 2019. Esgotou no evento e foi relançado várias vezes por catálogo, mas mesmo assim esgotou com frequência e ficou difícil de ser adquirido. A Enterbrain adquiriu a série para publicar como uma edição coletada, que foi lançada em 12 de setembro de 2020. A edição coletada contém um capítulo ilustrado inédito retratando o passado de Kyouji, bem como adições e correções gerais à arte e ao diálogo. Uma tradução em inglês foi publicada pela Yen Press em 24 de maio de 2022.
Uma sequência, Fami-res Iko (ファミレス行こ。, lit.  "Vamos a um restaurante famíliar"), teve sua publicação iniciada na edição de dezembro de 2020 da revista Comic Beam da Enterbrain em 12 de novembro de 2020. A história retrata Satomi como um calouro na faculdade. O capítulo bônus da edição da Enterbrain foi incluído na edição de maio de 2021 da Comic Beam, publicada em 12 de abril de 2021.

## Adaptações

### Peça teatral
Uma peça teatral de Karaoke Iko! foi apresentada no Tokorozawa Sakura Town em Tokorozawa, Saitama em 19 de dezembro de 2021. A performance foi estrelada por Taichi Ichikawa como Satomi, Takuya Eguchi como Kyouji e Kenta Miyake como chefe de Kyouji. Um café pop-up temático foi realizado no EJ Anime Theatre em Shinjuku, Tóquio, de 4 a 26 de dezembro de 2021, para promover a peça.

### Filme emlive-action
Uma adaptação cinematográfica em live-action, dirigida por Nobuhiro Yamashita e escrita por Akiko Nogi, estreou em 12 de janeiro de 2024. Seu lançamento estava previsto para 2023, mas foi adiado. O filme é estrelado por Jun Saitō como Satomi e Go Ayano como Kyouji.

### Anime
Uma adaptação em série de televisão de anime foi anunciada em 17 de outubro de 2024. A série é produzida pelo Doga Kobo e dirigida por Asami Nakatani, com Yukiko Tsukahara servindo como assistente de direção, Yoshimi Narita escrevendo os roteiros, Mai Matsūra desenhando os personagens e Takurō Iga compondo a música. Está prevista para estrear em 24 de julho de 2025, na AT-X e em outros canais. A canção tema é "Howl", interpretada por Ayumu Imazu. A Crunchyroll distribuirá a série internacionalmente, ao passo que a Medialink licenciará a série no Sudeste Asiático e na Oceania (exceto na Austrália e na Nova Zelândia) para streaming através do canal da Ani-One Asia no YouTube.

## Recepção
Até outubro de 2022, Karaoke Iko! já possuía mais de 500.000 cópias em circulação. A série foi indicada ao 14.º Manga Taishō em 2021, classificando-se em terceiro lugar; foi indicada também na 17.ª edição do prêmio em 2024. Ficou na quarta colocação da edição de 2021 da Kono Manga wo Yome!; e também ficou na quinta posição da edição feminina do Kono Manga ga Sugoi! de 2021.
O filme em live-action estreou na oitava posição do box office japonês em sua semana de estreia, alcançando a sétima posição na semana seguinte.